# David Leakey
Arundell David Leakey CMG, CVO, CBE (* 18. Mai 1952) ist ein ehemaliger britischer Militärkommandant und Generaldirektor des Militärstab der Europäischen Union. Von 2010 bis 2017 war er Gentleman Usher of the Black Rod.

## Karriere
Nach dem Abschluss der Schule in Sherborne besuchte er die Royal Military Academy Sandhurst. Der Unteroffizier wurde am 27. Februar 1971 zum Second-Lieutenant befördert und zum Royal Tank Regiment versetzt. Vom 4. September 1971 bis zum 1. Juli 1974 studiert er als University Cadetship Rechtswissenschaften am Fitzwilliam College der Universität Cambridge. Während seiner weiteren militärischen Karriere wurde er häufig befördert: 1974 zum First Lieutenant und 1977 zum Captain.
Als Mitglied seines Panzerverbandes (Chieftain und Challenger 1) war er neben dem Vereinigten Königreich auch in Nordirland, Deutschland, Bosnien und Kanada stationiert. Seine Fortbildung zum Stabsoffizier erfolgte im Staff College, Camberley nach dessen Ende er 1984 zum Major befördert, zum Stabschef der 7. Panzerbrigade in Deutschland sowie zum Military Assistant beim Chef des Britischen Verteidigungsstabes und Kommandant des 2. Royal Tank Regiment ernannt wurde. 1993 wurde er zum Colonel befördert.
Seine nächste Aufgabe erfüllte er im Verteidigungsministerium des Vereinigten Königreichs als Mitglied des Leitungsstabs für Militärische Operationen. In dieser Funktion war er für die Planungen und Ausführungen an den Standorten in Ost- und Westeuropa zuständig. 1995 besuchte er das Joint Service Defence College (JSDC) am Royal Naval College in Greenwich um Ende 1995 als Britischer Militär Vertreter bei den Friedensverhandlungen zur Beendigung des Bosnienkriegs, welche zum Abkommen von Dayton führten, eingesetzt zu werden. Er wurde daraufhin im Dezember 1995 zum Brigadier befördert. 1996 wurde er Kommandant der 20. Panzerbrigade mit Sitz in Deutschland. Mit dieser Brigade wurde er von Dezember 1996 bis Juni 1997 im ehemaligen Jugoslawien eingesetzt.
Er kehrte als Leiter der militärischen Operationen von Juli 1997 bis Dezember 1999 ins Verteidigungsministerium zurück um im Jahr 2000 das Royal College of Defence Studies zu besuchen. Von Februar bis Dezember 2001 war er Stabschef des Hauptquartiers in Nordirland und wurde Ende 2001 zum Generalmajor befördert. Von Dezember 2001 bis Oktober 2004 war er Generaldirektor der Army Training und Recruiting.

### Europäische Karriere
Am 6. Oktober 2004 wurde er zum leitenden Kommandeur der Operation Althea (EUFOR Althea) der European Union Force in Bosnien-Herzegowina ernannt.
Die letzte Beförderungsstufe erreichte er 2007 als Generalleutnant. Vom 1. März 2007 bis 2010 war er Generaldirektor des Militärstab der Europäischen Union in Brüssel. Er beendete seine Militärlaufbahn am 22. September 2010.

### Staatliche Karriere
Leakey wurde am 21. Dezember 2010 zum Gentleman Usher of the Black Rod im House of Lords ernannt und am 1. Februar 2014 erneut für die Zeit bis zum 31. Januar 2017 bestätigt.

## Privatleben
Er ist verheiratet und hat zwei Söhne. Zu den Aktivitäten des Amateurmusikers gehört die Aufgabe als Chairman des Verwaltungsrates des britischen National Children Orchestra.

## Ernennungen, Ehrungen und Auszeichnungen
| Land                   | Kürzel | Orden                                                                               | Jahr der Verleihung | Abb. |
| ---------------------- | ------ | ----------------------------------------------------------------------------------- | ------------------- | ---- |
| Vereinigtes Königreich | Lt Gen | Generalleutnant                                                                     | 2007                |      |
| Vereinigtes Königreich | CMG    | Companion of the Order of St. Michael and St. George                                | 2006                |      |
| Vereinigtes Königreich | CBE    | Commander of the Order of the British Empire                                        | 1997                |      |
| UNO                    |        | United Nations Medal für Zypern (UNFYCIP)                                           |                     |      |
| NATO                   |        | "Former Yugoslavia" für IFOR und SFOR                                               |                     |      |
| Vereinigtes Königreich |        | General Service Medal 1962 mit der Spange Queen’s Commendation for Valuable Service | 2002                |      |
| Europäische Union      |        | Einsatzmedaille der Europäischen Union                                              |                     |      |
| Vereinigtes Königreich |        | Queen Elizabeth II Golden Jubilee Medal                                             | 2002                |      |
| Vereinigtes Königreich |        | Queen Elizabeth II Diamond Jubilee Medal                                            | 2012                |      |
| Vereinigtes Königreich | CVO    | Commander des Royal Victorian Order                                                 | 2018                |      |

- Er ist Honorary Colonel der Queen’s Own Dorset Yeomanry und der Army Cadet Force Music.